# Волховський Михайло Миколайович
Михайло Миколайович Волховський (нар. 20 вересня 1868, Полтава, Російська імперія — пом. 8 березня 1944, Париж, Франція)— генерал-майор Російської імператорської армії, генеральний хорунжий Армії Української Держави, генерал-лейтенант Збройних Сил Півдня Росії.

## Життєпис
Закінчив Володимирський Київський кадетський корпус, 2-ге військове Костянтинівське училище (1888), вийшов підпоручиком до 43-го піхотного Охотського полку (Луцьк).
Згодом закінчив Миколаївську академію Генерального штабу за 1-м розрядом (1898).
Служив на штабових посадах у Київському військовому окрузі. З 1908 р. — полковник. З 05.08.1911 р. — начальник штабу 4-го округу Окремого корпусу прикордонної сторожі. З 1914 р. — начальник штабу 9-ї піхотної дивізії, командир 35-го піхотного Брянського полку 3 лютого 1916 р. — генерал-майор, начальник штабу 112-ї піхотної дивізії. З 18.09.1916 р. — начальник штабу X армійського корпусу.
Був нагороджений Георгіївською зброєю (09.03.1915 р., за бій 16-17.08.1914 р.).
Від 20.05.1917 р. — начальник 31-ї піхотної дивізії (українізованої), кадри якої у березні 1918 р. перевів у розпорядження Центральної Ради. Від червня 1918 р. — начальник 7-ї (згодом — 14-ї) пішої дивізії Армії Української Держави. Від 20.07.1918 р. — начальник 4-го Київського корпусу Армії Української Держави.
1919 року служив у Збройних Силах Півдня Росії, від липня 1919 р. — командир збірної бригади 9-ї піхотної дивізії.
Помер у Парижі, похований на цвинтарі Сент-Женевьєв-де-Буа.